# カイル・ジェンセン
カイル・グレゴリー・ジェンセン（Kyle Gregory Jensen, 1988年5月20日 - ）は、アメリカ合衆国カリフォルニア州コントラコスタ郡ウォールナットクリーク出身の元プロ野球選手（内野手、外野手）。左投右打。

## 経歴

### プロ入りとマーリンズ傘下時代
2009年のMLBドラフト12巡目（全体368位）でフロリダ・マーリンズから指名され、プロ入り。契約後、傘下のA-級ジェームズタウン・ジャマーズでプロデビューし、55試合に出場して打率.280・4本塁打・24打点・3盗塁の成績を残した。
2010年はA級グリーンズボロ・グラスホッパーズでプレーし、125試合に出場して打率.272・18本塁打・86打点・5盗塁の成績を残した。
2011年はA+級ジュピター・ハンマーヘッズとAA級ジャクソンビル・サンズでプレーし、2球団合計で130試合に出場して打率.299・27本塁打・76打点・1盗塁の成績を残した。
2012年はAA級ジャクソンビルでプレーし、132試合に出場して打率.234・24本塁打・84打点・1盗塁の成績を残した。オフにはアリゾナ・フォールリーグに参加し、フェニックス・デザートドッグスに所属した。11月20日には40人枠入りした。
2013年はAA級ジャクソンビルとAAA級ニューオーリンズ・ゼファーズでプレーし、2球団合計で130試合に出場して打率.235・28本塁打・78打点・6盗塁の成績を残した。
2014年はAAA級ニューオーリンズでプレーし、133試合に出場して打率.260・27本塁打・92打点・1盗塁の成績を残した。

### ドジャース傘下時代
2014年11月17日に後日発表選手とのトレードで、ロサンゼルス・ドジャースへ移籍したが、12月19日にDFAなった後、23日に40人枠を外れる形で傘下のAAA級オクラホマシティ・ドジャースへ配属された。
2015年はAAA級オクラホマシティでプレーし、128試合に出場して打率.259・20本塁打・71打点の成績を残した。オフの11月7日にFAとなった。

### ダイヤモンドバックス時代
2015年11月11日にアリゾナ・ダイヤモンドバックスとマイナー契約を結んだ。
2016年は開幕から傘下のAAA級リノ・エーシズでプレーし、133試合に出場して打率.289・30本塁打・120打点・1盗塁の成績を残した。9月4日にメジャー契約を結び、同日のコロラド・ロッキーズ戦でメジャーデビューした。9月9日のサンフランシスコ・ジャイアンツ戦ではマディソン・バンガーナーからメジャー初本塁打を放っている。この年メジャーでは17試合に出場して打率.194・2本塁打・7打点の成績を残した。シーズン終了後の11月18日にDFAとなり、11月23日に自由契約となった。

### ソフトバンク時代
2016年11月29日に福岡ソフトバンクホークスへの入団が発表された。背番号は27。
2017年6月6日に福岡 ヤフオク!ドームで行われたセ・パ交流戦・対東京ヤクルトスワローズ戦において、一軍公式戦初出場し、初本塁打を記録する。 しかし、一軍公式戦出場は、この試合を含めて僅か6試合にとどまった。二軍公式戦では54試合に出場し、打率.272・12本塁打・41打点を記録する。翌年の戦力構想に入っておらず、11月9日に球団より退団が発表された。12月2日に自由契約が公示された。

### ジャイアンツ傘下時代
2018年1月9日にサンフランシスコ・ジャイアンツとマイナー契約を結び、スプリングトレーニングに招待選手として参加することになった。6月5日に自由契約となった。

## 詳細情報

### 年度別打撃成績
| 年 度    | 球 団        | 試 合 | 打 席 | 打 数 | 得 点 | 安 打 | 二 塁 打 | 三 塁 打 | 本 塁 打 | 塁 打 | 打 点 | 盗 塁 | 盗 塁 死 | 犠 打 | 犠 飛 | 四 球 | 敬 遠 | 死 球 | 三 振 | 併 殺 打 | 打 率 | 出 塁 率 | 長 打 率 | O P S |
| -------- | ------------ | ----- | ----- | ----- | ----- | ----- | -------- | -------- | -------- | ----- | ----- | ----- | -------- | ----- | ----- | ----- | ----- | ----- | ----- | -------- | ----- | -------- | -------- | ----- |
| 2016     | ARI          | 17    | 34    | 31    | 5     | 6     | 0        | 1        | 2        | 14    | 7     | 0     | 0        | 0     | 0     | 2     | 0     | 1     | 13    | 1        | .194  | .265     | .452     | .716  |
| 2017     | ソフトバンク | 6     | 14    | 12    | 2     | 1     | 0        | 0        | 1        | 4     | 1     | 0     | 0        | 0     | 0     | 2     | 0     | 0     | 9     | 0        | .083  | .214     | .333     | .548  |
| MLB：1年 | MLB：1年     | 17    | 34    | 31    | 5     | 6     | 0        | 1        | 2        | 14    | 7     | 0     | 0        | 0     | 0     | 2     | 0     | 1     | 13    | 1        | .194  | .265     | .452     | .716  |
| NPB：1年 | NPB：1年     | 6     | 14    | 12    | 2     | 1     | 0        | 0        | 1        | 4     | 1     | 0     | 0        | 0     | 0     | 2     | 0     | 0     | 9     | 0        | .083  | .214     | .333     | .548  |

- 2018年度シーズン終了時

### 年度別守備成績
| 年 度 | 球 団        | 一塁（1B） | 一塁（1B） | 一塁（1B） | 一塁（1B） | 一塁（1B） | 一塁（1B） | 左翼（LF） | 左翼（LF） | 左翼（LF） | 左翼（LF） | 左翼（LF） | 左翼（LF） | 右翼（RF） | 右翼（RF） | 右翼（RF） | 右翼（RF） | 右翼（RF） | 右翼（RF） |
| 年 度 | 球 団        | 試 合      | 刺 殺      | 補 殺      | 失 策      | 併 殺      | 守 備 率   | 試 合      | 刺 殺      | 補 殺      | 失 策      | 併 殺      | 守 備 率   | 試 合      | 刺 殺      | 補 殺      | 失 策      | 併 殺      | 守 備 率   |
| ----- | ------------ | ---------- | ---------- | ---------- | ---------- | ---------- | ---------- | ---------- | ---------- | ---------- | ---------- | ---------- | ---------- | ---------- | ---------- | ---------- | ---------- | ---------- | ---------- |
| 2016  | ARI          | 4          | 10         | 0          | 0          | 0          | 1.000      | 4          | 9          | 0          | 0          | 0          | 1.000      | 1          | 0          | 0          | 0          | 0          | .---       |
| 2017  | ソフトバンク | 3          | 13         | 0          | 0          | 1          | 1.000      | -          | -          | -          | -          | -          | -          | -          | -          | -          | -          | -          | -          |
| MLB   | MLB          | 4          | 10         | 0          | 0          | 0          | 1.000      | 4          | 9          | 0          | 0          | 0          | 1.000      | 1          | 0          | 0          | 0          | 0          | .---       |
| NPB   | NPB          | 3          | 13         | 0          | 0          | 1          | 1.000      | -          | -          | -          | -          | -          | -          | -          | -          | -          | -          | -          | -          |

- 2018年度シーズン終了時

### 記録
NPB初記録
- 初出場・初先発出場：2017年6月6日、対東京ヤクルトスワローズ1回戦（福岡 ヤフオク!ドーム）、8番・一塁手で先発出場
- 初打席：同上、3回裏にデービッド・ブキャナンから空振り三振
- 初安打・初打点・初本塁打：同上、5回裏にデービッド・ブキャナンから左越ソロ

### 背番号
- 29（2016年）
- 27（2017年）

### 登場曲
- 「PPAP Long Version」ピコ太郎（2017年）
- 「Intoxicated（Radio Edit）」Martin Solveig & GTA（2017年）